# Dębie (Opole)
Pour les articles homonymes, voir Dębie.
Dębie est une localité polonaise du gmina de Chrząstowice dans la voïvodie et le powiat d'Opole.